# Schoharie
Schoharie est un village et le siège du comté de Schoharie, situé dans l'État de New York, aux États-Unis.

## Démographie
| Groupe                           | Schoharie | New York | États-Unis |
| -------------------------------- | --------- | -------- | ---------- |
| Blancs                           | 96,7      | 65,8     | 72,4       |
| Métis                            | 1,3       | 3,0      | 2,9        |
| Afro-Américains                  | 1,2       | 15,9     | 12,6       |
| Autres                           | 0,3       | 7,5      | 6,4        |
| Asiatiques                       | 0,1       | 7,3      | 4,8        |
| Amérindiens                      | 1,1       | 0,6      | 0,9        |
| Total                            | 100       | 100      | 100        |
|                                  |           |          |            |
| Hispaniques et Latino-Américains | 2,5       | 17,6     | 16,7       |